# Peter Blower
Pieter Blower était un négociant néerlandais anglophone venu du Brésil, avec ses secrets de fabrication, pour implanter en 1637 sur l'île de la Barbade la culture et la transformation de la canne à sucre.
Il fut suivi par nombre de compatriotes après la destitution du gouverneur hollandais Jean-Maurice de Nassau-Siegen à Pernambuco en 1644. Les Hollandais s'installant dans l'île hollandaise profitèrent de la guerre civile anglaise pour développer l'esclavage en provenance d'Afrique, qui était jusque-là interdit en Hollande, d'autant plus qu'à partir de 1636 la loi anglaise autorise pour la première fois l'esclavage à vie.
Le rhum est produit dès 1642 et l'essor du sucre est manifeste dès 1643. Les Barbadiens furent même invités par les Hollandais du Brésil à se perfectionner, la position de ces derniers étant précaire, malgré un armistice signé en 1641 avec les Portugais, qui fut cependant suivi par un soulèvement général des Portugais dans les mois qui suivirent.
Dans les années 1640, les plantations se développèrent dans la partie sud et ouest de l'île de la Barbade. Les défrichements se multiplièrent. La spéculation immobilière sucrière battit son plein. Le colonel Hilliard, qui avait payé 400 livres pour sa plantation en revend la moitié, en 1647, à Thomas Modyford pour 7 000 sterling, raconte Paul Butel, dans La Caraïbe au temps des flibustiers. Les blancs pauvres fuient vers d'autres îles, et leurs repères de boucaniers.
L'île cultivait jusque là le tabac, avec une population de plusieurs milliers de « petits blancs ». 
Comme la Virginie, la Barbade profita aussi dans les années 1640 de l'afflux de catholiques anglais jacobites, exilés en raison du conflit entre la Royauté et le Parlement qui se termine en 1649 par la Première Révolution anglaise.